# فاليري سافونوف
فاليري سافونوف (بالروسية: Сафонов, Валерий Валерьевич)‏ هو لاعب كرة قدم روسي في مركز الدفاع، ولد في 13 مايو 1987 في إيسترا في روسيا. لعب مع سبارتاك نالتشيك وسيسكا موسكو ونادي كراسنودار.

## وصلات خارجية
- فاليري سافونوف على موقع قاعدة بيانات كرة القدم.إي يو (الإنجليزية)
- فاليري سافونوف على موقع Soccerway.com (الإنجليزية)